# Castorimorfs
Els castorimorfs (Castorimorpha) formen el subordre dels rosegadors que inclou els castors, geòmids i els heteròmids.

## Descripció

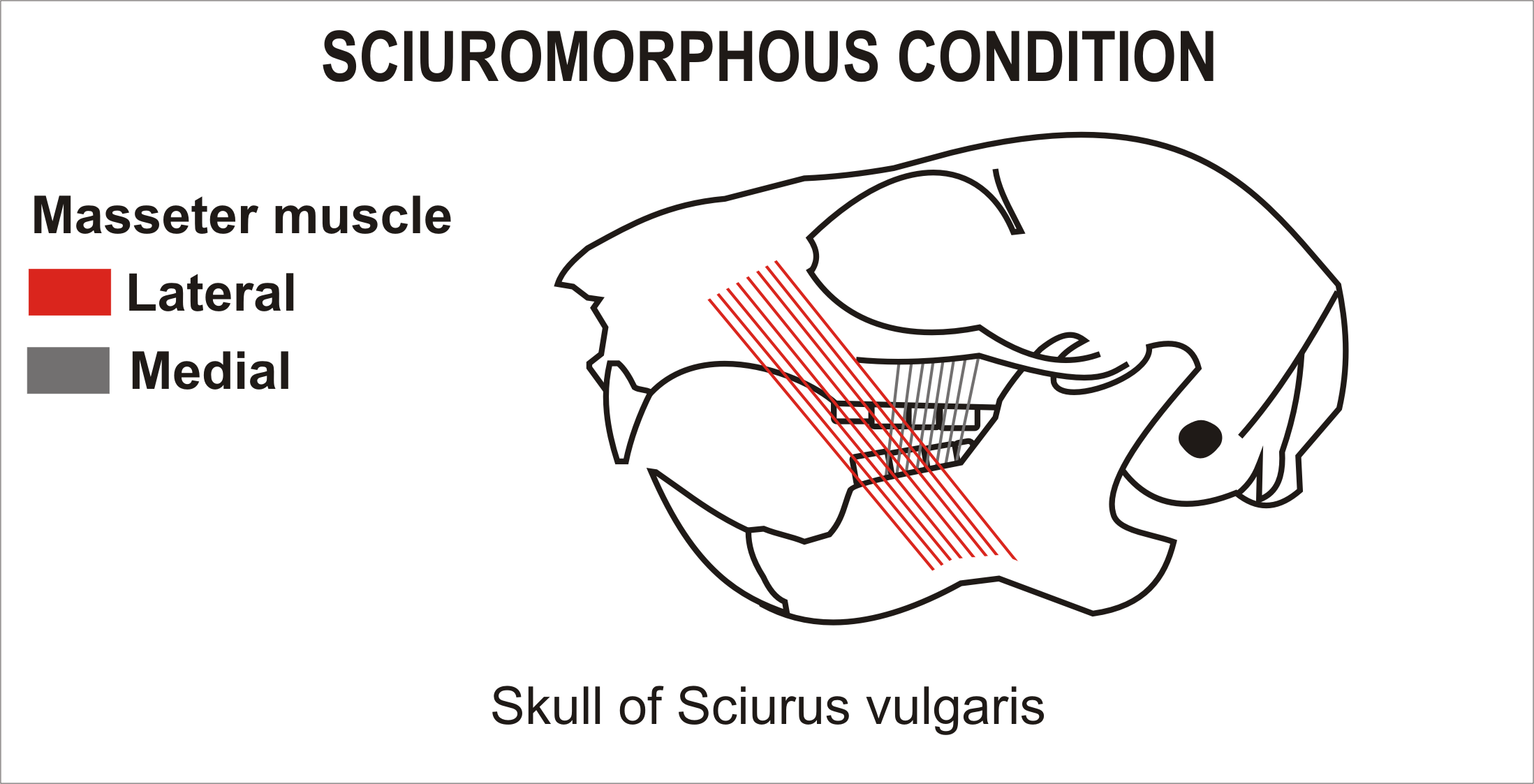
Fig.1 - Condició d'esciüromorfia

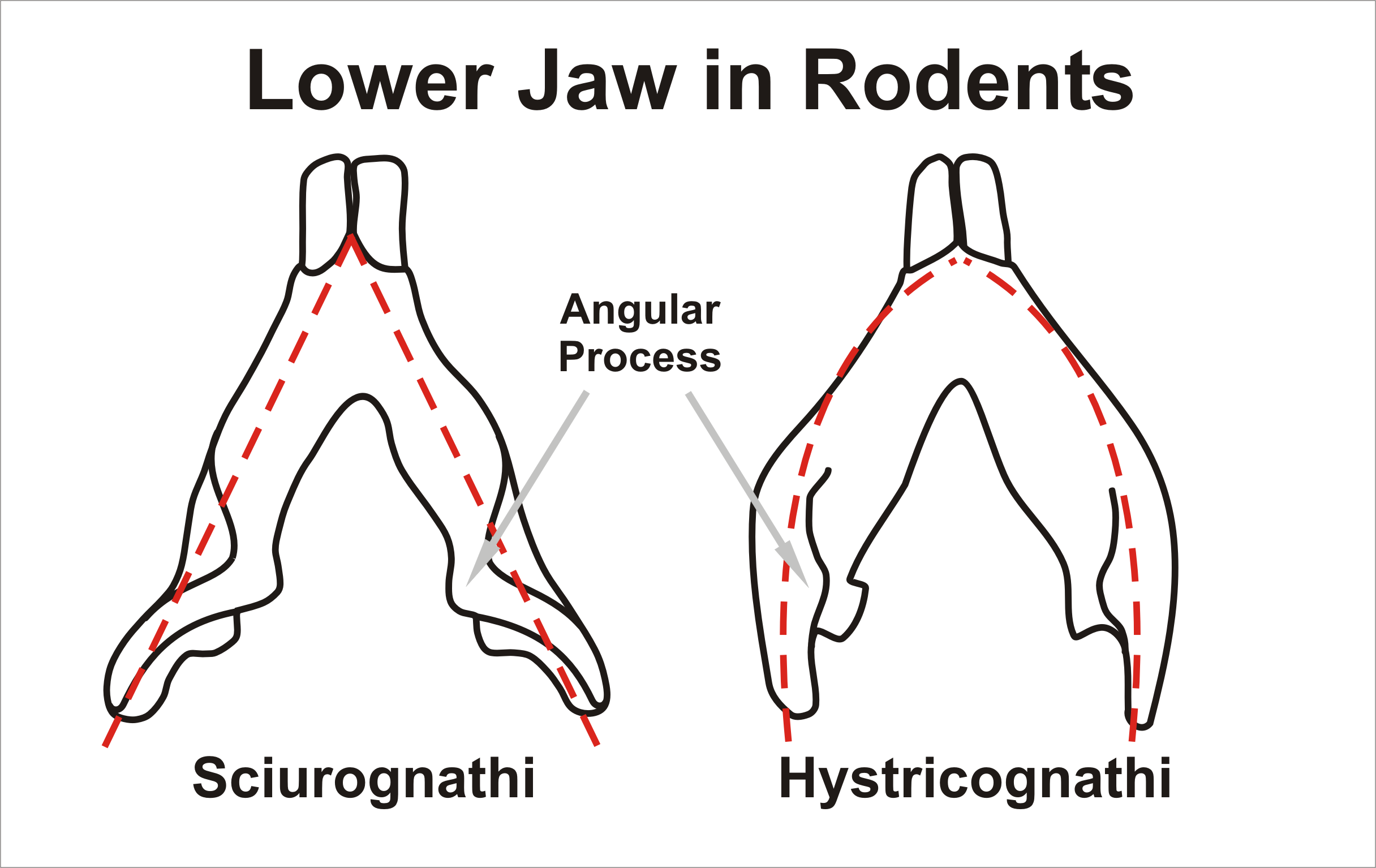
Fig.2 Mandíbula inferior dels rosegadors

Aquest subordre tot i estar representat per espècies amb hàbits i característiques morfològiques externes molt diferents entre ells, es distingeix per diverses peculiaritats del crani que han garantit de manera inequívoca l'existència d'aquest grup en qualsevol classificació anterior, que també s'ha vist reforçada per la investigació filogenètica moderna, el que confirma que les característiques comunes són heretades d'un avantpassat enlloc de assimilar-les per evolució convergent. El crani presenta el forat infraorbitari canalitzat, predisposat només al pas de feixos de nervis, i la disposició del múscul masseter és de tipus esciüromorfa (Fig. 1), mentre que la mandíbula és típicament esciürògnata (Fig. 2). Sempre està present un premolar a cada semi-arc, mentre que els dos ossets petits de l'oïda, l'enclusa i el martell, no es fusionen.
Externament les tres famílies que viuen són significativament diferents les unes de les altres, els castòrids tenen un cos adaptat per a la vida aquàtica, els geòmids a una vida més subterrània i el heteròmids a la típica de les espècies que viuen en zones àrides.

## Taxonomia
La classificació dels subordres dels rosegadors ha estat durant més de dos segles, i encara ho és, una font de controvèrsia i discussió. Malgrat tot, aquest subordre va ser descrit per Albert E. Wood el 1955 i des d'aleshores, tot i que els seus nivells inferiors han anat patint diverses modificacions, s'ha mantingut com a subordre de rosegadors a la majoria de classificacions posteriors.
- Subordre Castorimorpha
  - Superfamília Castoroidea
    - Família Castoridae - castors
    - Família Eutypomyidae †
    - Família Rhizospalacidae †

  - Infraordre Geomorpha †
    - incertae sedis
      - Griphomys †
      - Meliakrouniomys  †

    - Superfamília Eomyoidea †
      - Família Eomyidae †
      - Família Pipestoneomyidae †

    - Superfamília Geomyoidea
      - incertae sedis
        - Diplolophus †
        - Floresomys †
        - Heliscomys †
        - Jimomys †
        - Schizodontomys †
        - Texomys †

      - Família Entoptychidae †
      - Família Florentiamyidae †
      - Família Geomyidae
      - Familia Heliscomyidae †
      - Família Heteromyidae - ratolins i rates cangur